# سیارک ۴۳۹۵۴
سیارک ۴۳۹۵۴ (به انگلیسی: 43954 Chynov، نامگذاری:1997CT5) چهل و سه هزار و نهصد و پنجاه و چهارمین سیارک کشف شده‌است که در ۷ فوریه ۱۹۹۷ کشف شد.